# Julie Otsuka
Julie Otsuka (15 de mayo de 1962, Palo Alto, California) es una autora estadounidense.

## Biografía
Otsuka nació en 1962, en Palo Alto, California. Su padre trabajaba como ingeniero aeroespacial y su madre trabajaba como técnica de laboratorio antes de dar a luz a Otsuka. Sus padres eran de ascendencia japonesa, siendo su padre issei y su madre nisei.  Cuando tenía nueve años, su familia se mudó a Palos Verdes, California. Tiene dos hermanos, uno de los cuales, Michael Otsuka, enseña en la London School of Economics. 
Después de graduarse de la escuela secundaria, Otsuka asistió a la Universidad de Yale, donde se graduó con una licenciatura en artes en 1984. Posteriormente se graduó en la Universidad de Columbia con una Maestría en Bellas Artes en 1999. Su primera novela, Cuando el Emperador era Dios, trataba sobre el internamiento de japoneses estadounidenses durante la Segunda Guerra Mundial. Fue publicado en 2002 por Alfred A. Knopf. Su segunda novela, Buda en el ático (2011), trata sobre las miles de mujeres japonesas que migraron a Estados Unidos donde las esperaban futuros esposos también japoneses a los que solo conocían por cartas o fotos.
Las novelas de ficción histórica de Otsuka tratan sobre los estadounidenses de origen japonés. Sus libros llaman la atención sobre la difícil situación de los estadounidenses de origen japonés durante la Segunda Guerra Mundial . Aunque ella no vivió el período de internamiento japonés, su madre, su tío y sus dos abuelos sí lo hicieron, lo que le da a Otsuka una perspectiva personal sobre el asunto. Cuando el Emperador era Dios fue la primera novela en la que retrata los campos de internamiento japoneses. Con experiencia como pintora, la atención de Otsuka al detalle y las descripciones emplean imágenes vívidas de situaciones.  Ha recibido el Albatros Literaturpreis.
Otsuka vive en la ciudad de Nueva York. 

## Premios y honores
En 2004, Otsuka recibió una beca Guggenheim. 
En 2011, su novela El Buda en el ático fue un éxito de ventas del New York Times y del San Francisco Chronicle 
En 2022, Publishers Weekly nombró su novela The Swimmers como una de las diez mejores obras de ficción publicadas ese año. 

## Obras
- When the Emperor was Divine, 2002, Alfred A. Knopf[6]

- Buda en el ático, 2011, Alfred A. Knopf2013 England[7]

- "Diem Perdidi" (2011) es una historia corta que sigue los recuerdos dispersos de la madre del protagonista a medida que avanza la demencia de su madre. [8]

- The Swimmers, 2022, Alfred A. Knopf[9]